# Alan Ritchson
Alan Michael Ritchson (Grand Forks, Dakota del Norte; 28 de noviembre de 1982) es un actor estadounidense. 
Hizo su debut como actor como Aquaman/Arthur Curry en la serie Smallville (2005-2010), donde apareció como estrella invitada entre la quinta y la décima temporada. Ritchson ganó mayor prominencia por interpretar a Thad Castle en la comedia Blue Mountain State (2010-2012), un papel que repitió en la secuela cinematográfica de Blue Mountain State: The Rise of Thadland (2016).También encabezó la serie de acción de SyFy Blood Drive (2017). En 2018, regresó a la televisión de superhéroes como Hank Hall en la serie Titans de DC Universe/Max. En 2022, comenzó a interpretar al personaje principal Jack Reacher en la serie Reacher de Prime Video.
En el cine, Ritchson interpretó a Raphael en las Tortugas Ninja (2014) y su secuela de 2016, además de aparecer en The Hunger Games: Catching Fire (2013) y Fast X (2023). Hizo su debut como director y coprotagonizó la comedia de acción Dark Web: Cicada 3301 (2021).y No olvidemos la película El gurú de las bodas (The Wedding Ringer) en el (2015)- con Kevin Hart, Josh Gad entre otros.

## Biografía
Ritchson nació en Grand Forks, Dakota del Norte; hijo de David, un sargento mayor de la Fuerza Aérea, y Vickie, maestra de escuela secundaria. Es el mediano de tres hermanos; Eric, el mayor y Brian, el menor. Durante su niñez, su familia se mudó a Rantoul, Illinois. A los diez años, la familia de Ritchson finalmente se asentó en Niceville, Florida. Asistió a Niceville High School y se graduó en 2001. En una entrevista de 2013 con la revista indonesia Da Man, declaró que una vez obtuvo una beca musical completa. De 1999 a 2003, asistió como estudiante de doble matrícula y se graduó con un título de Asociado en Artes en Okaloosa Walton Community College, ahora Northwest Florida State College. Fue miembro de la división de Bellas Artes Soundsations and Madrigal Singers.
Ritchson vivió durante años en su Florida natal con su esposa Catherine, quien tiene tres hijos juntos, Calem, Edan y Amory.

## Vida privada
Ritchson conoció a su esposa, Catherine, mientras tomaba clases de baile en la universidad, y se casaron en 2006  Ritchson vivió durante años en Florida con su esposa y sus tres hijos. En 2023, la pareja decidió vender su casa y vivir en la carretera para que Ritchson pudiera pasar más tiempo con su familia. La familia se aloja en Airbnb y hoteles; su esposa, analista financiera, educa a sus hijos en casa 
A Ritchson le han diagnosticado trastorno bipolar y ha hablado abiertamente sobre su lucha contra él.
Ritchson es un cristiano profesante y habla con frecuencia sobre la importancia de su fe cristiana. En enero de 2022, creó el canal de YouTube InstaChurch, donde comparte sus convicciones cristianas. 
El 3 de abril de 2024, The Hollywood Reporter publicó una entrevista con Ritchson en la que afirma haber sido agredido sexualmente por un "fotógrafo muy famoso" y, por esta razón, abandonó su carrera como modelo. Describió la industria del modelaje como una "trata sexual legalizada" para fotógrafos. 
En febrero de 2025, Ritchson concedió una entrevista a GQ en la que indicó que había sido compañero de clase del excongresista Matt Gaetz. Ritchson continuó llamando a Gaetz un "adversario" y "un mal tipo". 

## Trayectoria profesional

### Modelo y cantante
Comenzó su carrera como modelo en el catálogo Abercrombie & Fitch. En 2008, firmó con la agencia Vision Model Management de Los Ángeles y apareció en N2N Bodywear. A principios de 2009, Ritchson hizo su última aparición en su carrera como modelo para Abercrombie & Fitch.
A finales de 2005, publicó su único álbum musical, titulado This is Next Time.

### Actor
Alan Ritchson llamó la atención del público por primera vez en 2004 cuando apareció en American Idol como uno de los 87 mejores participantes en la tercera temporada antes de ser eliminado en Hollywood. Su aparición en el programa se destacó por su estriptis en un episodio en el que cortejó a la jueza Paula Abdul.

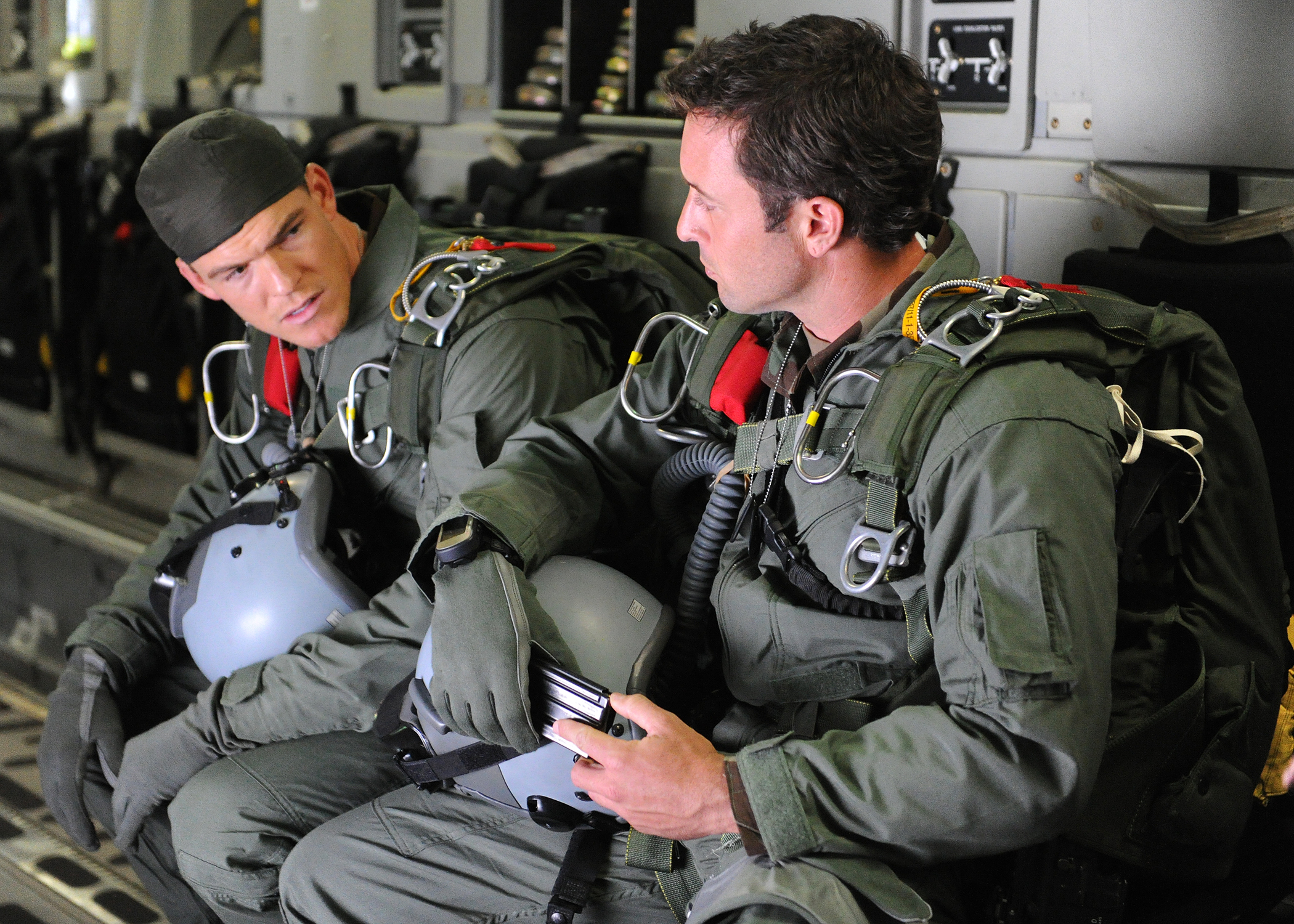
Ritchson (izquierda) con Alex O'Loughlin en una escena de la serie Hawaii Five-0 en 2013.

Sus créditos como actor incluyen un papel recurrente como estrella invitada en la serie de televisión Smallville como Arthur Curry / Aquaman.Su papel en Smallville marcó la primera vez que un actor interpretó a Aquaman en una producción de acción con licencia oficial. Ritchson repitió su papel de Aquaman para una aparición en la película animada: Justice League: The New Frontier (2008) y la temporada final de Smallville.
Interpretó pequeño papel como oficial del ejército en la película de Hallmark Channel None None Go With Me (2006) junto a Cheryl Ladd, y el papel de Lucian Manet en la película original de Lifetime (2009).  En 2007, actuó en Beowulf. En 2009, apareció en un episodio de la tercera temporada de Starz's Head Case en el que interpretó a un estríper masculino. Ritchson también hizo una aparición en CSI: Miami, en la que interpretó a una víctima en el episodio 19 de la temporada 8. Su carrera como actor incluye un papel en The Butcher, como también en Fired Up!. En 2011, apareció en un episodio de la temporada 3 de 90210 como un interés amoroso para el personaje principal Teddy Montgomery, interpretado por Trevor Donovan, en donde era un viejo amigo de Teddy. Interpretó a Thad Castle en Blue Mountain State de Spike TV como capitán de un equipo de fútbol americano universitario, hasta que se canceló el programa en febrero de 2012, después de su tercera temporada. En 2013, apareció en la segunda parte de la franquicia de Los juegos del hambre; Los juegos del hambre: en llamas (2013), interpretando a Gloss.En 2015, Ritchson tuvo una aparición habitual en el programa de variedades de la NBC I Can Do That  junto a Nicole Scherzinger, Ciara, Joe Jonas, Cheryl Burke y Jeff Dye, presentado por Marlon Wayans. En 2016, apareció en Nosedive, un episodio de la serie de antología Black Mirror. 

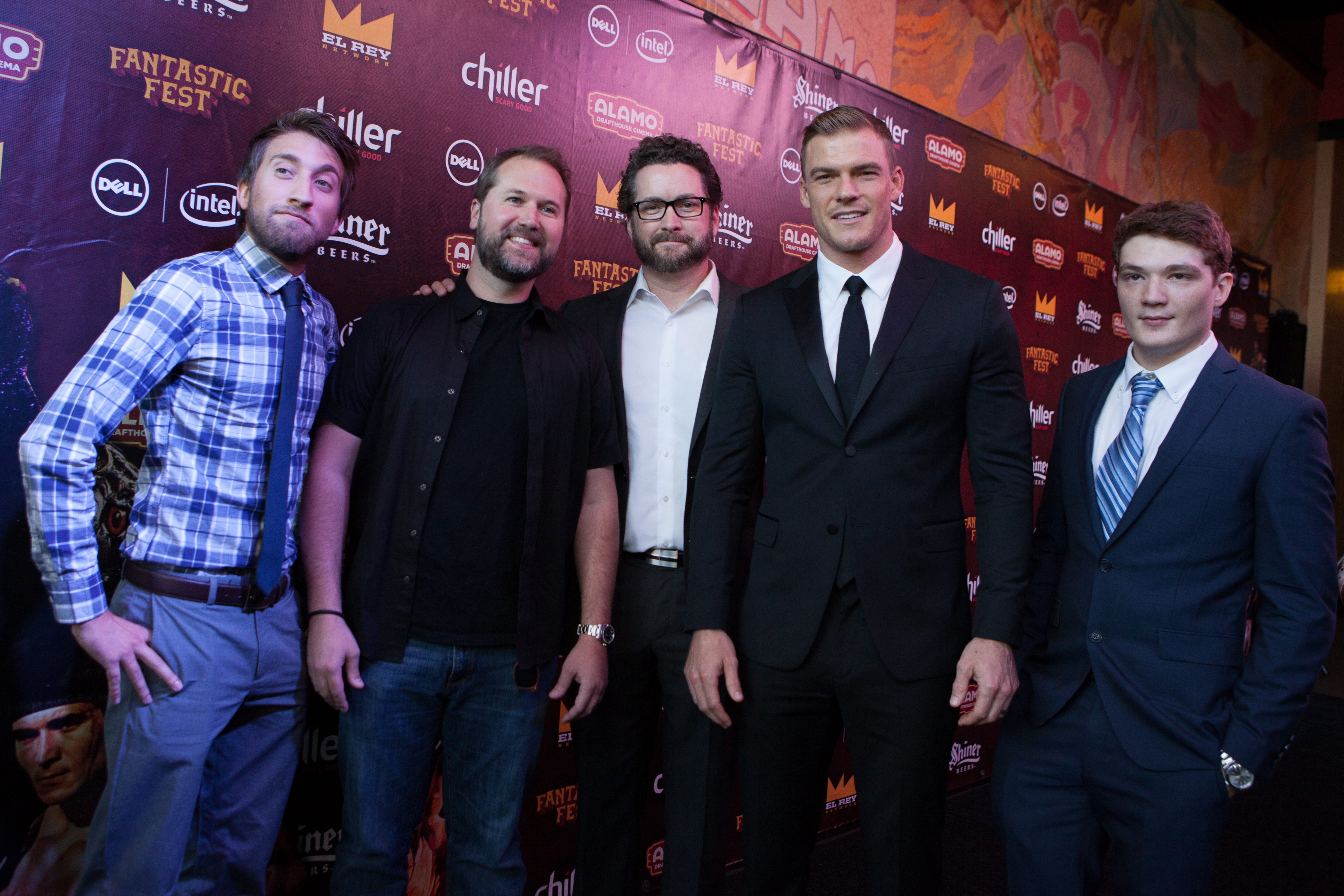
Alan Ritchson en el estreno de Lazer Team con el elenco y el director en 2015.

Ritchson también interpretó a la tortuga ninja Raphael en el reinicio de las Tortugas Ninja (2014) y su secuela de 2016, un reinicio de la serie de películas de Teenage Mutant Ninja Turtles después de las cuatro películas anteriores. Regresó a su papel de Thad Castle en la película Blue Mountain State: The Rise of Thadland. Ritchson coprotagonizó la primera película de Rooster Teeth Production, la comedia de ciencia ficción Lazer Team (2016). En 2018, Ritchson regresó a interpretar otro personaje de la editorial DC Comics en Titans, interpretó a Hank Hall / Hawk, un hombre agresivo y ofensivo que lucha contra el crimen con su compañera y novia Dove.
En 2020, se anunció que Ritchson interpretaría a Jack Reacher en una serie  Reacher de Amazon Prime.

## Filmografía

### Cine
| Año  | Título                                           | Título                                    | Papel                            | Ref. |
| Año  | Título original                                  | Título en España                          | Papel                            | Ref. |
| ---- | ------------------------------------------------ | ----------------------------------------- | -------------------------------- | ---- |
| 2006 | The Butcher                                      | Andre the Butcher                         | Mark                             | Ref. |
| 2007 | Steam                                            | Steam                                     | Roy                              | Ref. |
| 2008 | Justice League: The New Frontier                 | Liga de la Justicia: La Nueva Frontera    | Aquaman / Arthur Curry Voz       | Ref. |
| 2008 | Rex                                              | Rex                                       | Chase                            | Ref. |
| 2009 | Fired Up!                                        | Fired Up!                                 | Bruce                            | Ref. |
| 2013 | The Hunger Games: Catching Fire                  | Los juegos del hambre: en llamas          | Gloss                            | Ref. |
| 2014 | Teenage Mutant Ninja Turtles                     | Tortugas Ninja                            | Raphael Voz y captura movimiento | Ref. |
| 2015 | The Wedding Ringer                               | El gurú de las bodas                      | Kip / Carew                      | Ref. |
| 2016 | Lazer Team                                       | Lazer Team                                | Adam                             | Ref. |
| 2016 | Blue Mountain State: The Rise of Thadland        | Blue Mountain State: The Rise of Thadland | Thad Castle                      | Ref. |
| 2016 | Teenage Mutant Ninja Turtles: Out of the Shadows | Ninja Turtles: Fuera de las sombras       | Raphael Voz y captura movimiento | Ref. |
| 2018 | Office Uprising                                  | Ataque de zombis                          | Bob                              | Ref. |
| 2019 | Above the Shadows                                | Invisible                                 | Shayne                           | Ref. |
| 2019 | The Turkey Bowl                                  | El tazón del pavo                         | Ronnie Best                      | Ref. |
| 2020 | Ghosts of War                                    | Ghosts of War                             | Butchie                          | Ref. |
| 2021 | Dark Web: Cicada 3301                            | Dark Web: Cicada 3301                     | Agente Carver                    | Ref. |
| 2023 | Fast X                                           | Fast & Furious X                          | Agente Ames                      | Ref. |
| 2024 | Ordinary Angels                                  | Ángeles inesperados                       | Ed Smicht                        | Ref. |
| 2024 | The Ministry of Ungentlemanly Warfare            | El ministerio de la guerra sucia          | Anders Lassen                    | Ref. |
| TBA  | Playdate                                         |                                           | Jeff                             | Ref. |
| TBA  | Motor City                                       |                                           | Patrick Hughes                   | Ref. |
| TBA  | War Machine                                      |                                           |                                  | Ref. |
| TBA  | The Man with the Bag                             |                                           | Vince                            | Ref. |

### Televisión
| Año       | Título                 | Papel                      | Notas                                            |
| --------- | ---------------------- | -------------------------- | ------------------------------------------------ |
| 2004      | American Idol          | Él mismo                   | Concursante, temporada 3                         |
| 2005-2010 | Smallville             | Arthur Curry/Aquaman       | Secundario, 4 episodios                          |
| 2006      | Though None Go with Me | Oficial de la armada       | Película para televisión                         |
| 2009      | Head Case              | -                          | Invitado, episodio: "Tying the... Not"           |
| 2009      | Midnight Bayou         | Lucian Manet               | Película para televisión                         |
| 2010–11   | Blue Mountain State    | Kevin Devlin "Thad" Castle | Principal, 39 episodios                          |
| 2010      | CSI: Miami             | Paul Arnett                | Invitado, episodio: "Spring Breakdown"           |
| 2011      | 90210                  | Tripp Wilson               | Invitado, episodio: "The Enchanted Donkey"       |
| 2012      | Fred: The Show         | Expired Cow                | Invitado, episodio: "Expired Cow"                |
| 2013      | Hawaii Five-0          | Freddie Hart               | Invitado, episodio: "Olelo Paʻa"                 |
| 2014      | The Rebels             | Tyler Stokley              | Invitado, episodio: "Piloto"                     |
| 2014      | New Girl               | Matt                       | Invitado, episodio: "Micro"                      |
| 2014      | Infomercials           | Kent Ross                  | Invitado, episodio: "Alpha Chow"                 |
| 2015      | Workaholics            | Troy Torpey                | Invitado, episodio: "Speedo Racer"               |
| 2015      | I Can Do That          | Él mismo                   |                                                  |
| 2016      | Black Mirror           | Paul                       | Invitado, episodio: "Nosedive"                   |
| 2017      | Blood Drive            | Arthur Bailey              | Principal, 13 episodios                          |
| 2018-2021 | Titanes                | Hank Hall / Hawk           | Secundario (temporada 1)/principal (temporada 2) |
| 2018      | Brooklyn Nine-Nine     | Scully                     | Temporada 6, episodio 2                          |
| 2018      | Alexa & Katie          | Robbie                     | Invitado, episodio: "Thanksgiving"               |
| 2019      | Supergirl              | Hank Hall / Hawk           | Episodio: "Crisis on Infinite Earths: Parte Uno" |
| 2020      | Leyendas del mañana    | Hank Hall / Hawk           | Episodio: "Crisis on Infinite Earths, Parte 5"   |
| 2022-25   | Reacher                | Jack Reacher               | Papel principal; 3 temporadas                    |

### Videojuegos
| Año  | Título            | Papel   |
| ---- | ----------------- | ------- |
| 2007 | Beowulf: The Game | Beowulf |